# Verkiezingen voor het Europees Parlement 2004/Kandidatenlijst/Europa Transparant
Hieronder volgt de kandidatenlijst voor de Europese Parlementsverkiezingen 2004 in Nederland van Europa Transparant.

## De lijst
1. Paul van Buitenen
2. Els de Groen
3. Ries Baeten
4. Gert de Wit
5. Adrie Kok
6. Anton van Putten
7. Alexander Brom
8. Mehmet Sagsu
9. Jeroen Nieuwesteeg
10. Frank van Zon
11. Anne-Karien Braamhaar
12. Alfons Nieuwland
13. Louis van der Kallen
14. Nico Kuijt
15. Henk Laarman
16. Bob van der Meer
17. Henk van Persie
18. Paul Schaap
19. Ton Bazelmans
20. Cees Schaap